# Artur Dobiszewski
Artur Dobiszewski pseudonim Ciamkacz (ur. 2 września 1962 w Przemyślu, zm. 6 lutego 2015) – polski wokalista i gitarzysta folkowy.

## Życiorys
Jego ojciec był podwórkowym gitarzystą. Rodzice poznali się w chórze Towarzystwa Muzycznego w Przemyślu. Od 1981 występował w zespole Ta Joj. Przez wiele lat konferansjer Ogólnopolskiego Festiwalu Kapel Folkloru Miejskiego im. Jerzego Janickiego w Przemyślu. Nie posiadał wykształcenia muzycznego.
19 września 2007 otrzymał odznakę honorową „Zasłużony dla Kultury Polskiej”.
Zmarł nagle. Pochowany został na Cmentarzu Głównym w Przemyślu.